# Die Arche (Gemeinschaft)

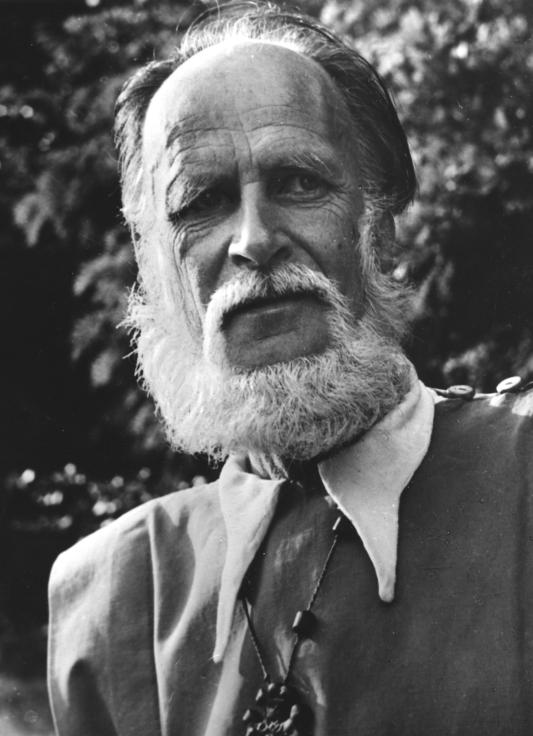
Arche-Gründer Lanza del Vasto (um 1970)

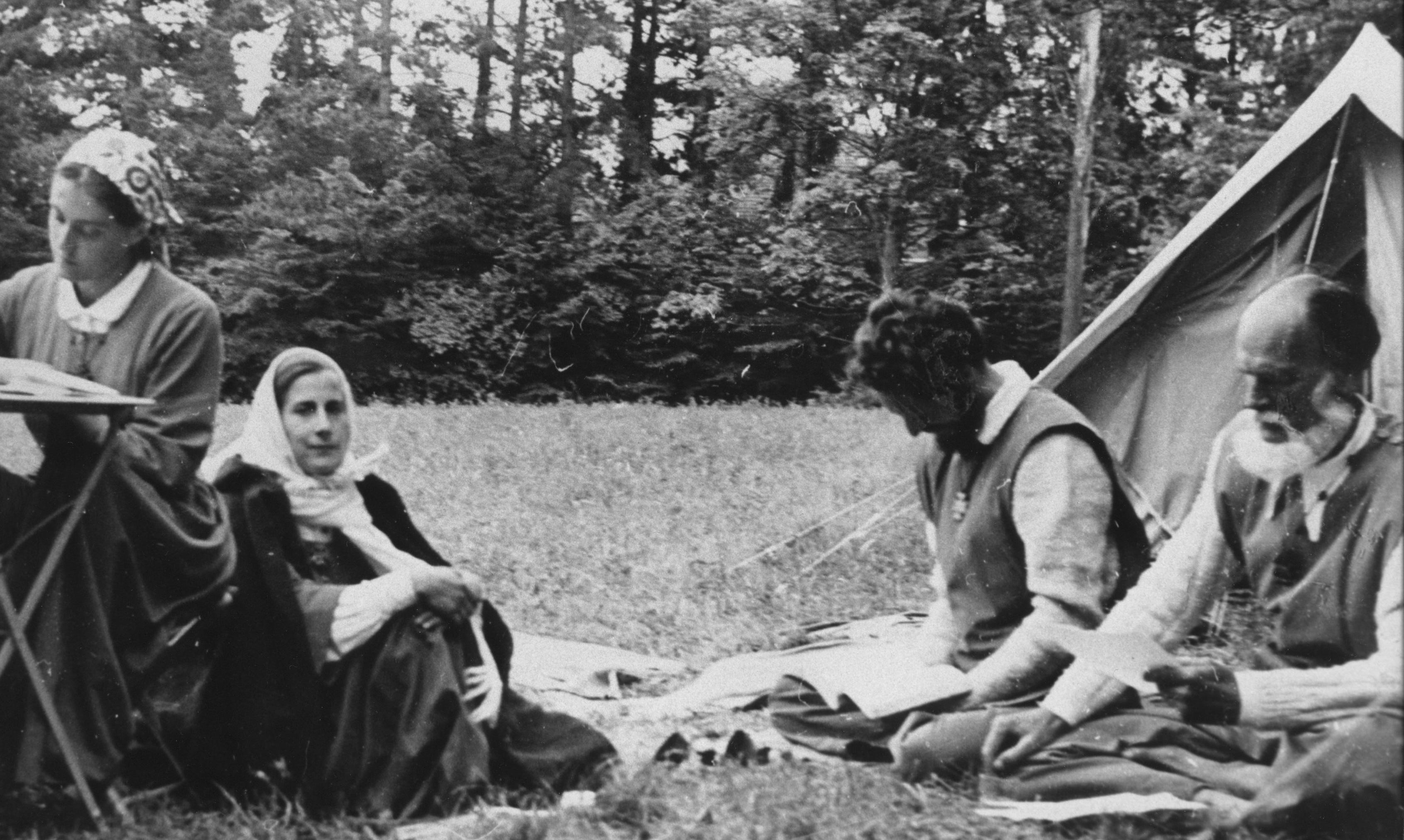
Lanza del Vasto (rechts) und Arche-Mitglieder

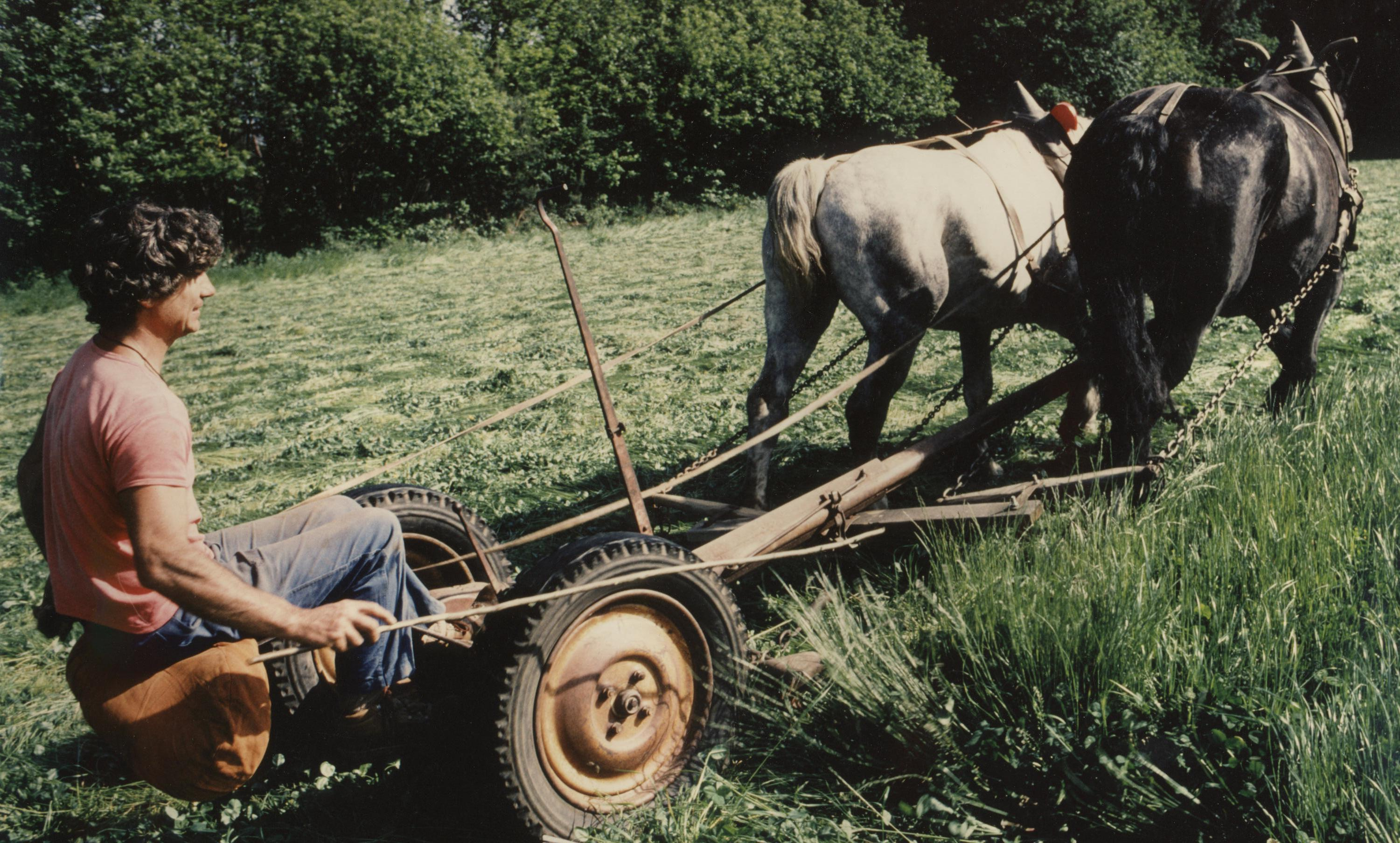
Arbeit in der Arche-Gemeinschaft

Die Arche ist eine kommunitäre Lebensgemeinschaft. Sie wurde 1948 von Lanza del Vasto (1901–1981), einem der wichtigsten europäischen Schüler von Mahatma Gandhi, in Frankreich gegründet. Grundlagen des Zusammenlebens in den Gemeinschaften sind Dienen und Teilen, das Bestreben, ein einfaches Leben zu führen, die Achtung vor dem Leben sowie Gewaltfreiheit.

## Geschichte
Ziel des Gründers war es, Gandhis Ideale in einem europäischen Kontext umzusetzen. Die Arche-Gemeinschaft wurde so zu einem wichtigen Impulsgeber für zivilen Widerstand in Frankreich (unter anderem bei Aktionen gegen den Algerienkrieg und beim Kampf um die Erweiterung des Militärgeländes auf der Causse du Larzac) und für die Friedensbewegung in Westeuropa.
Die Arche-Gemeinschaft siedelte sich 1962 auf einem verlassenen Gehöft südlich des zu Roqueredonde gehörenden La Borie Noble an. (Lage) Die sich heute  l'Arche de Lanza Del Vasto – Communauté de la Flayssière bezeichnende Gemeinschaft gehört zur Gemeinde Joncels und liegt etwa 11 km nordwestlich von Lodève im Département Hérault (Languedoc) im Süden Frankreichs an.

## Film
- „Die Kinder der Arche.“ Erstsendung: ZDF am 26. Juli 1989. (45 Minuten)